# Ciutadella-Vila Olímpica metróállomás
Ciutadella-Vila Olímpica egyike a Spanyolországban található barcelonai metró metróállomásainak.

## Nevezetességek az állomás közelében
- Ciutadella Park

## Metróvonalak
Az állomást az alábbi metróvonalak érintik:
- 4-es metróvonal

## Kapcsolódó állomások
Az állomáshoz az alábbi állomások vannak a legközelebb:
- Barceloneta (Trinitat Nova, 4-es metróvonal)
- Bogatell (La Pau, 4-es metróvonal)